# Evil May Day

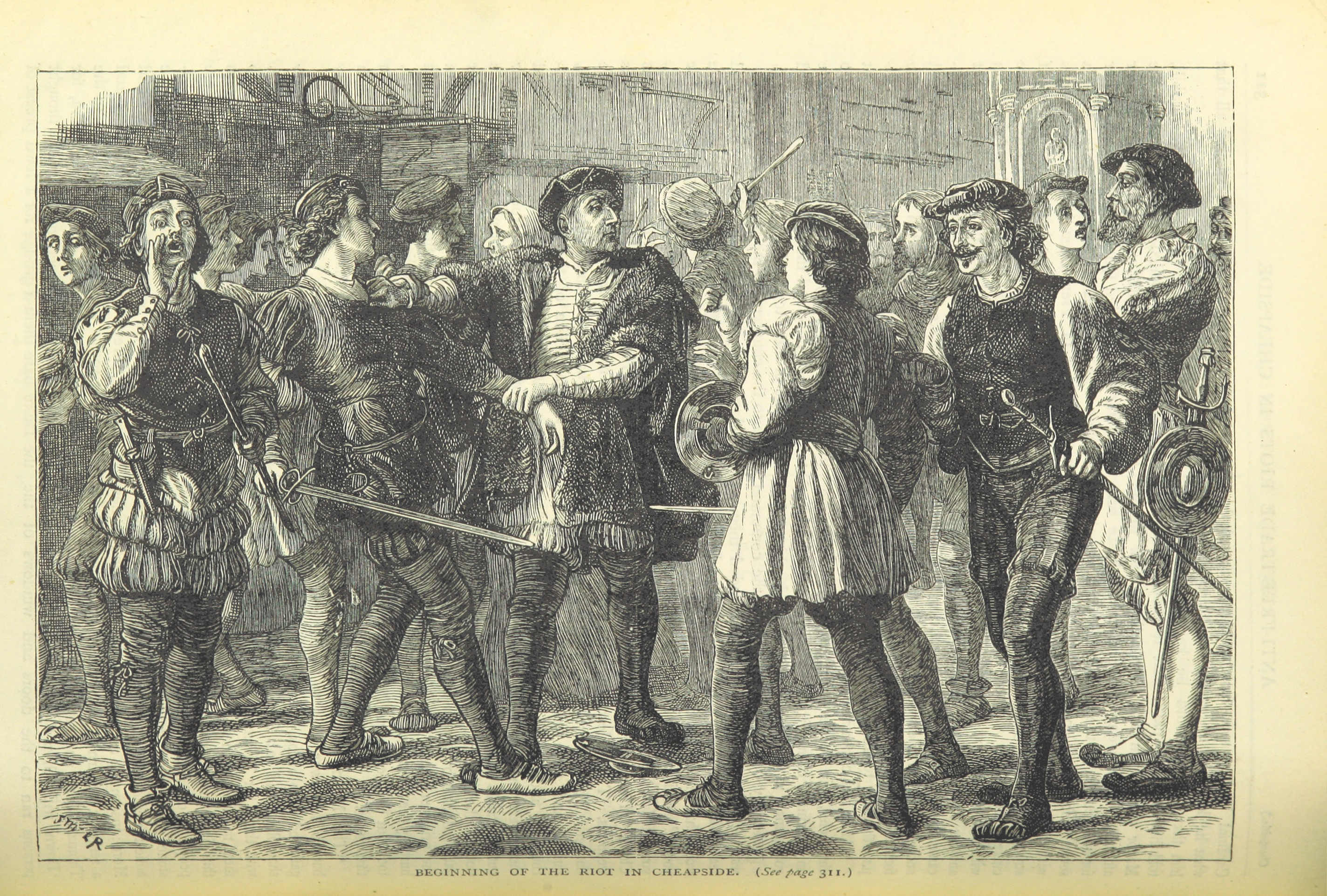
Começo do motim em Cheapside

Evil May Day ou Ill May Day é um motim, que teve lugar em 1517, como protesto contra os estrangeiros residentes em Londres.

## Causas
Segundo o cronista Edward Hall (c. 1498-1547), uma quinzena antes do motim, um inflamatório discurso xenófobo foi feito na terça-feira de Páscoa por um Dr. Bell em St. Paul's Cross por instigação a John Lincoln, um corretor. Bell convidou todos os "ingleses defendessem, e para fazer mal aos estrangeiros para o bem-estar comum". Durante as duas semanas, houve ataques esporádicos aos estrangeiros e os rumores foram abundando de que "no próximo dia de maio, os rebeldes da cidade irão matar todos os estrangeiros".
O prefeito e os vereadores, com medo de eventuais perturbações, anunciaram, às 20h do dia 30 de abril, que haveria um toque de recolher às 21h naquela noite. John Mundy, um vereador local, que viajava pela Cheapside no seu caminho para casa, durante aquela noite, viu um grupo de homens jovens após o toque de recolher. Mundy ordenou aos homens que se retirassem das ruas, e um deles disse "Porquê?"; Mundy respondeu: "Tu poderás saber" e agarrou o braço dele para prendê-lo. Os amigos do homem e ele defenderam-se e Mundy fugiu "de um grande perigo".

## O motim
Dentro de poucas horas, cerca de um milhar de jovens aprendizes do sexo masculino tinham-se congregado em Cheapside. A plebe libertou vários prisioneiros que foram presos por atacar os estrangeiros e seguiram para St Martin le Grand, uma liberty ao norte da Catedral de São Paulo onde moravam numerosos estrangeiros. Aqui eles foram recebidos pelo sub-xerife de Londres, Thomas More, que tentou em vão persuadi-los a regressar às suas casas. No entanto, quando More tinha acalmado os habitantes de St Martin, eles começaram a atirar pedras, tijolos e água a ferver das suas janelas, que também caiu sobre um funcionário que gritava: "Abaixo com eles!".
Isso provocou pânico na multidão e eles saquearam as casas dos estrangeiros lá e noutros locais da cidade, embora ninguém fosse morto. Pelas 3h da madrugada, o motim tinha acabado e as trezentas pessoas detidas foram perdoadas. No entanto, treze dos desordeiros foram condenados por traição e executados no dia 4 de maio, e Lincoln foi executado três dias mais tarde.
Uma versão diferente refere que os desordeiros fecahram os portões da cidade para evitar que a Guarda do Rei fosse reforçada e, em seguida, temporariamente assumiram o controle sobre a cidade. O rei Henrique VIII, foi acordado a meio da noite na sua residência, em Richmond, e foi informado do caos que se passava na capital. Então, as forças sob o comando do Duque de Norfolk (ou o Conde Shrewsbury e o Duque de Suffolk) e o seu filho, o Conde de Surrey, finalmente chegaram à cidade e prendeu os desordeiros.

## Consequências
Até ao dia 5 de maio houve mais de cinco mil soldados, em Londres. Quando os presos tiveram uma audiência com o rei Henrique VIII, em Westminster Hall, a nobreza queria o perdão para os presos. Henrique anunciou o perdão e os prisioneiros "dançaram e cantaram".